# 村上春樹、河合隼雄に会いにいく
『村上春樹、河合隼雄に会いにいく』（むらかみはるきかわいはやおにあいにいく）は、河合隼雄と村上春樹の対談集。

## 概要
1996年12月、岩波書店より刊行された。『世界』1996年4月号、5月号に収められたものが初出。のち1999年1月に新潮文庫として文庫化された。
対談は、1995年11月、京都で二晩かけて行われた。単行本の版元である岩波書店の編集者や、村上の妻も参加したが、彼らの発言は取り除かれている。